# Rally Dakar de 2013
El Rally Dakar de 2013, la 34.ª edición de la carrera rally raid más exigente del mundo, se realizó del 5 al 20 de enero de ese año, y por quinta vez consecutiva en América del Sur, tras la cancelación de la edición de 2008 en África por amenazas terroristas. La empresa francesa ASO (Amaury Sport Organisation) es la organizadora del Dakar, que en esta oportunidad se disputó en Perú, Argentina y Chile.

## Recorrido
Por primera vez en la historia del rally, los puntos de partida y llegada fueron las ciudades de Lima y Santiago, respectivamente. El recorrido total para las motos era de 8423 km; para los coches de 8574 km; y para los camiones de 8121 km. En la séptima etapa, cuando se ingresó al territorio de la Argentina, el rally alcanzó la mayor altitud de su historia: alrededor de 4900 m s. n. m.

## Participantes
El número de participantes inscritos antes de la salida, ascendía a 189 motos, 40 cuadriciclos, 155 automóviles, y 75 camiones. Cinco mujeres tomarán parte del rally. La lista oficial, tras la fase de verificaciones técnicas administrativas, dio como resultado un total de 449 vehículos participantes, que comprendían 183 motos, 38 cuadriciclos, 153 coches y 75 camiones.
En la competición no participó Marc Coma, tres veces campeón de la carrera de motocicletas, debido a una lesión en el hombro izquierdo. Otras ausencias fueron las del argentino Alejandro Patronelli, bicampeón en cuatriciclos, por decisión personal, y la del uruguayo Sergio Lafuente, ganador de dos etapas en cuadriciclos en el 2012, por encontrarse en estado crítico de salud.
Por otra parte, entre los latinoamericanos, Martha Mariño fue la primera mujer colombiana junto a José Aragón que tomó parte del rally Dakar, y lo hizo en la categoría todorreno internacional. También se estrenó el motociclista Jorge Aguilar (KTM), el primer piloto de nacionalidad salvadoreña y segundo proveniente de la región centroamericana.

## Desarrollo

### Motos

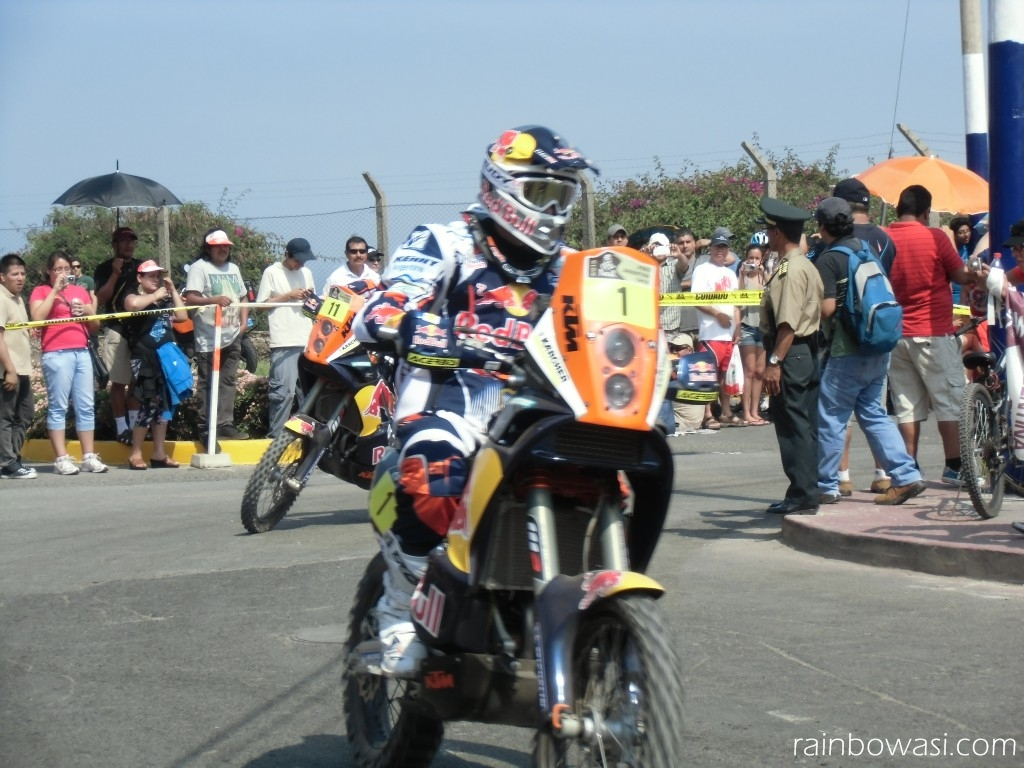
Cyril Despres en KTM vencedor en motos.

El francés Cyril Despres (KTM) ganó por quinta ocasión el rally y el segundo consecutivo. Sin embargo, el inicio de la carrera no le fue fácil, ya que tuvo problemas de navegación en la segunda etapa, que lo relegaron de los primeros tres lugares. Aunque volvió a colarse en el podio desde la tercera jornada, en la séptima etapa cayó al quinto puesto de la clasificación general por problemas mecánicos, y en la octava sufrió una penalización de quince minutos por cambiar motor. Ya en el tramo de San Miguel de Tucumán a Córdoba se ubicaba en la segunda posición de la tabla general, y en la décima etapa mantuvo el liderato hasta el final.
En la segunda posición llegó el portugués Ruben Faria (KTM), compañero de equipo de Despres y su «mochilero», con quien trabajó en equipo para alcanzar la meta.
El podio fue completado por el chileno Francisco «Chaleco» López (KTM), ganador de cuatro etapas y quien llegó a ubicarse a ocho minutos y quince segundos de Despres en la penúltima jornada. Sin embargo, en la última etapa debió cambiar el motor de su vehículo por lo que sufrió una penalización de quince minutos. Otros hispanohablantes destacados fueron el español Joan Barreda Bort (Husqvarna), ganador de cuatro etapas; así como su compatriota Juan Pedrero (KTM), y el argentino Javier Pizzolito (Honda), quinto y octavo en la clasificación general, respectivamente.

### Cuadriciclos
Marcos Patronelli (Yamaha) ganó por segunda ocasión el rally, y  mantuvo el dominio argentino desde el 2010, año en el que él mismo acabó primero. Sucedió a su propio hermano Alejandro, ganador del 2011 y 2012. Ya desde la segunda etapa se ubicaba en el primer lugar de la clasificación general, y se mantuvo así hasta el final. A 1h 50' 35" se ubicó el chileno Ignacio Casale (Yamaha), que escoltó al argentino desde la quinta etapa; y en el tercer puesto llegó el polaco Rafal Sonik (Yamaha), quien repitió la posición del 2009. Otro piloto destacado fue Sarel van Biljon, de Sudáfrica, ganador de tres etapas.

### Coches
Por undécima ocasión y segundo de forma consecutiva, el francés Stéphane Peterhansel (MINI) ganó el rally Dakar.  Dominó la tabla general desde la segunda etapa, y era seguido de cerca por Nasser Al-Attiyah desde la tercera jornada, pero el catarí abandonó el rally en el noveno día de competencia por problemas en el motor de su vehículo Buggy. El segundo puesto se lo adjudicó el sudafricano Giniel de Villiers (Toyota), ganador de dos etapas y quien repitió el resultado del 2012. El tercer puesto fue para el ruso Leonid Novistkiy (MINI) y el cuarto en la general para el barcelonés Nani Roma (MINI) que ganó cuatro etapas.
Por otra parte, después de estar ausente en el 2012, el español Carlos Sainz retornó y logró encabezar la tabla general en la primera etapa. Sin embargo, los problemas mecánicos de su vehículo Buggy, sumado a disputas con la organización, le obligaron a dejar la carrera en la sexta jornada, cuando se encontraba en el vigésimo tercer puesto de la clasificación.
Entre los hispanohablantes más destacados se encuentran el argentino Orlando Terranova (BMW), quinto puesto en la general, quien se convirtió en el primer sudamericano en adjudicarse una etapa del rally en los coches, lo cual sucedió en la décima jornada; sus compatriotas Lucio Álvarez y Ronnie Graue (Toyota) se ubicaron décimos en la clasificación.

### Camiones
Los pilotos rusos acapararon el podio del rally. El ganador, Eduard Nikolaev (Kamaz), se mantuvo en el primer puesto desde la novena etapa, aunque no se impuso en ningún tramo. Precisamente, en dicha jornada superó a Gerard de Rooy (Iveco), cuarto de la clasificación general y ganador del 2012, quien iba dominando la carrera las tres primeras etapas, pero perdió el liderato general ante Andrey Karginov de Rusia, por problemas mecánicos. Aunque el neerlandés volvió a encabezar el podio en la quinta jornada, en el tramo de San Miguel de Tucumán a Córdoba sufrió problemas en su automotor que lo relegaron a 59 minutos de nuevo líder, Nikolaev.
Ayrat Mardeev y Andrey Karginov completaron la punta de la tabla para Rusia y el fabricante Kamaz, situación que ya había sucedido en el 2011.

## Muertes en el rally
El piloto francés Thomas Bourgin, de veinticinco años y quien corría por primera vez el rally, falleció al estrellarse contra una patrulla de la policía en las cercanías del Paso de Jama en el límite entre Chile y Argentina, mientras realizaba el primer enlace de la séptima etapa. Otro accidente había ocurrido el día anterior del que resultaron fallecidas dos personas ajenas a la carrera, cuando un vehículo de asistencia se vio involucrado en un choque.

## Etapas

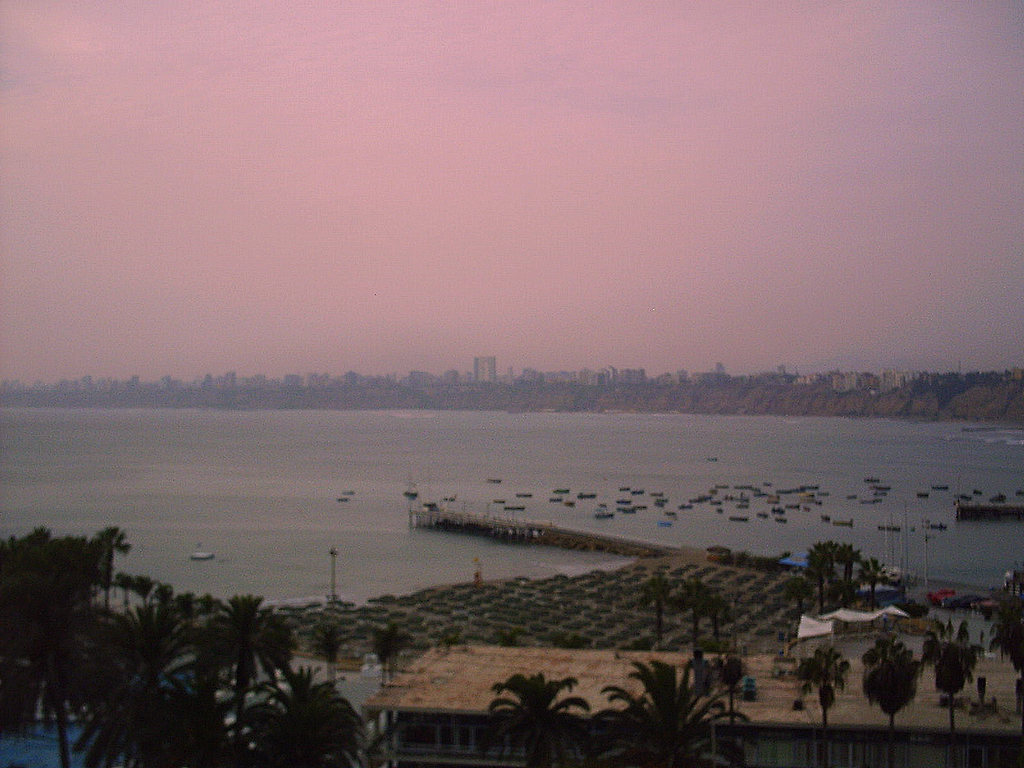
La ceremonia de salida se llevó a cabo en la playa "Agua Dulce", en el Distrito de Chorrillos, ubicado en la ciudad de Lima.

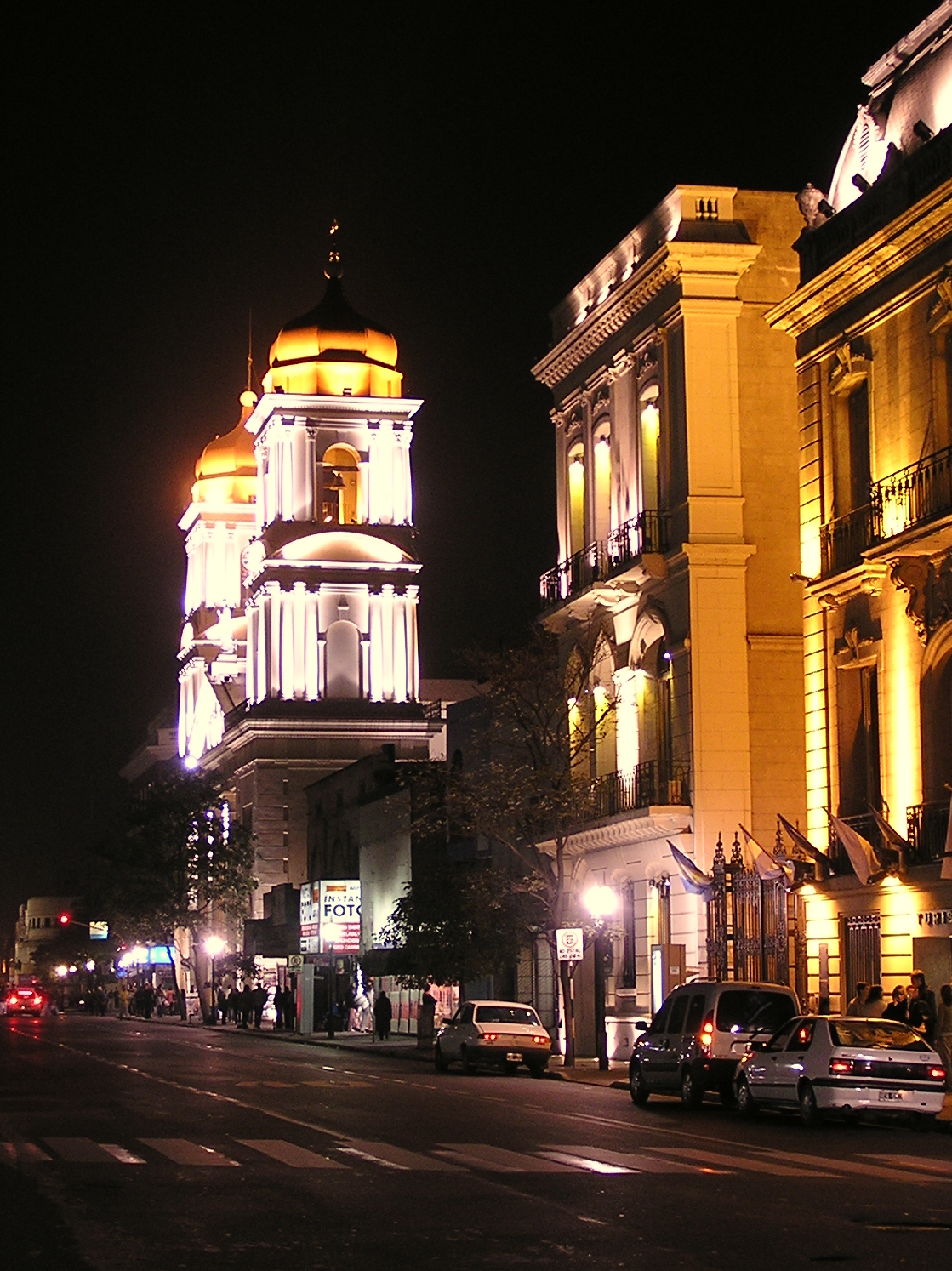
La jornada de descanso fue en la Ciudad Histórica de San Miguel de Tucumán, en Argentina el 13 de enero.

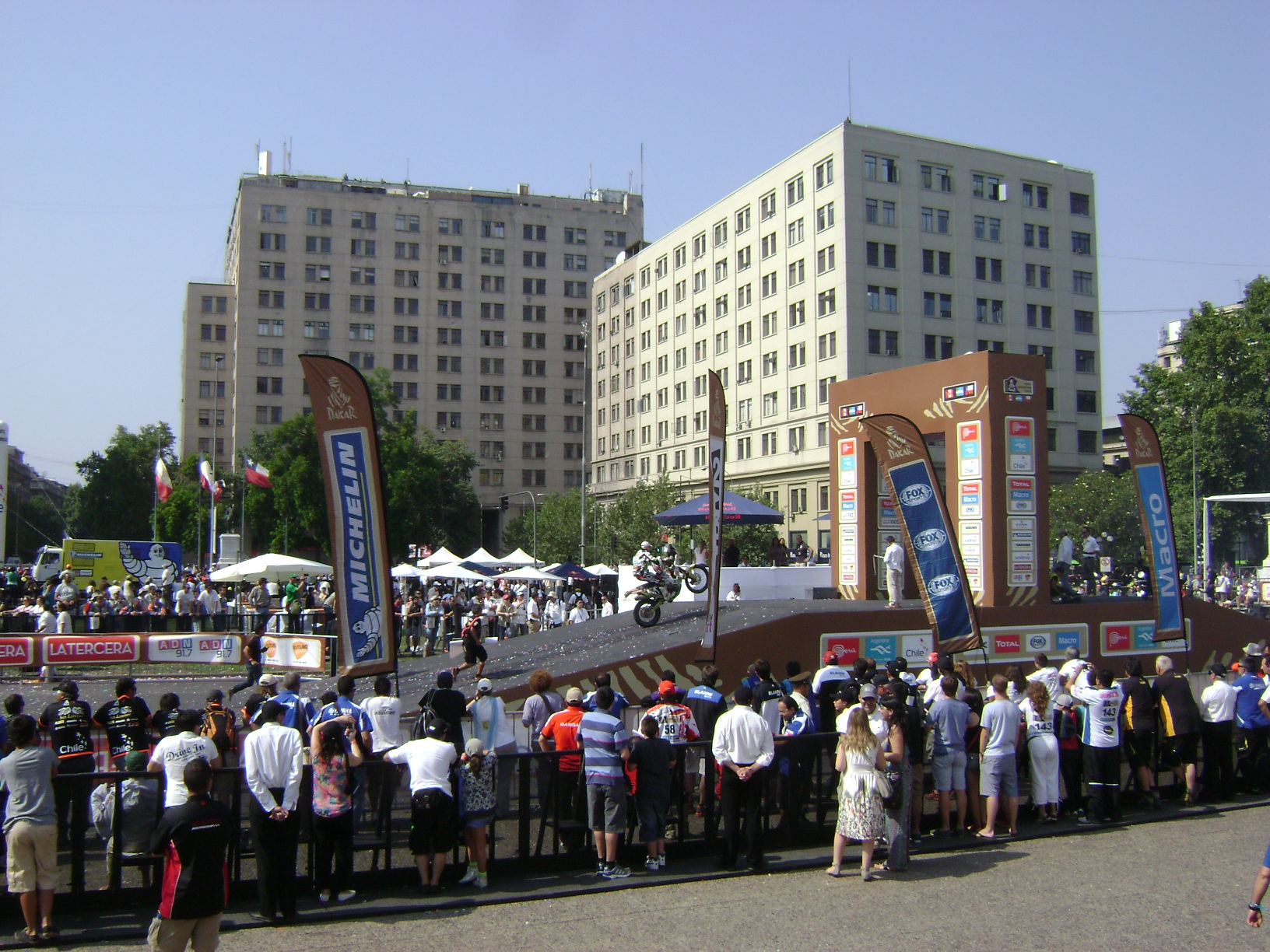
La ceremonia de premios se llevó a cabo frente al Palacio de La Moneda en la ciudad de Santiago de Chile.

Por malas condiciones climatológicas, la octava y undécima etapa del rally fueron modificadas. En cuanto a la primera, para las motos, cuadriciclos y coches se canceló el primer tramo de la etapa cronometrada, mientras que los camiones no corrieron. Por su parte, el tramo La Rioja-Fiambalá tuvo un recorte de 30 km y además fue suspendida para los coches y camiones en el segundo control de la carrera.

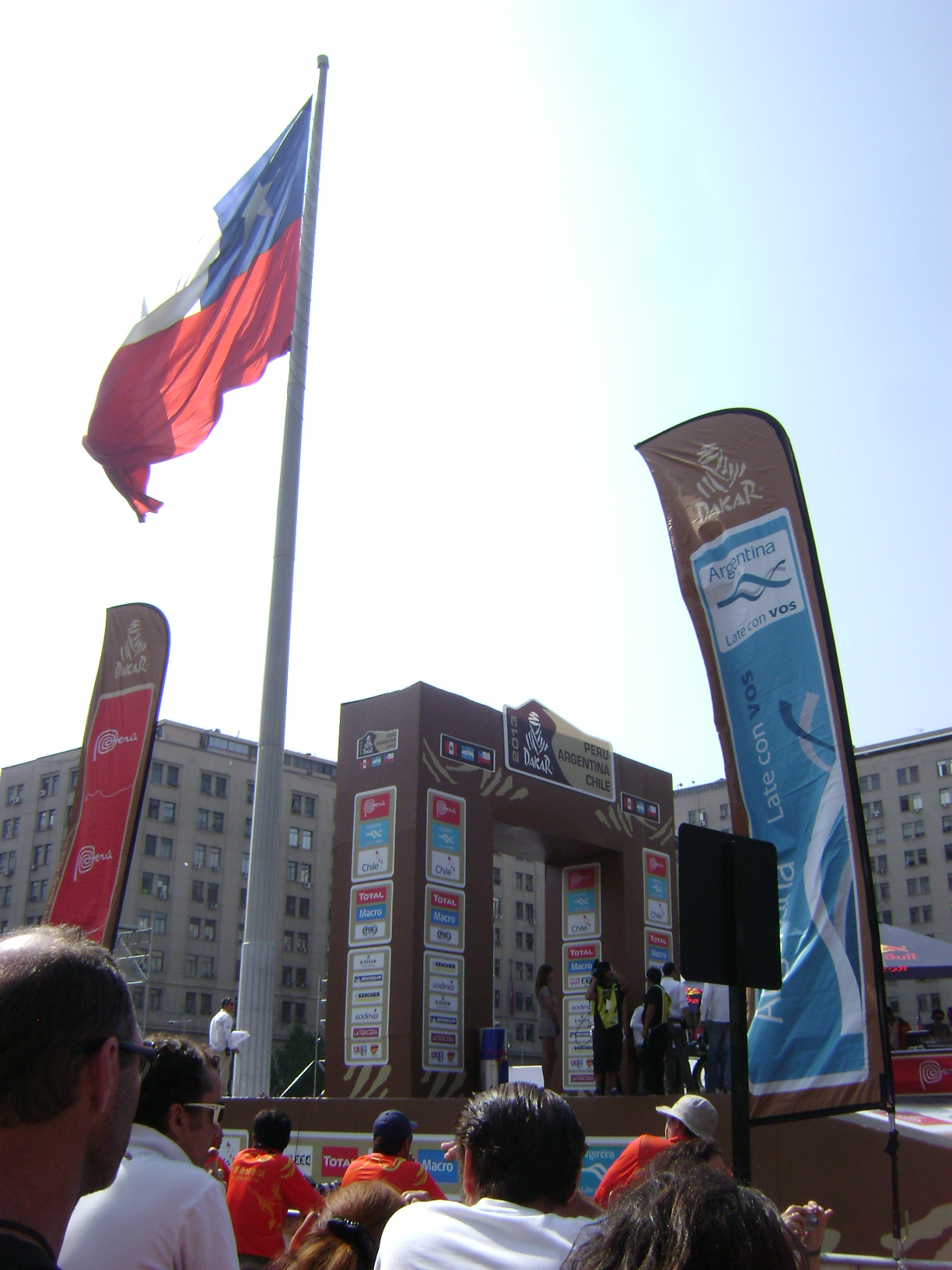

| 1  | 5 de enero  | Lima                                     | Pisco                                    |                                          |                                          |                                          |                                          |                                          |                                          |                                          |                                          |
| 2  | 6 de enero  | Pisco                                    | Pisco                                    |                                          |                                          |                                          |                                          |                                          |                                          |                                          |                                          |
| 3  | 7 de enero  | Pisco                                    | Nazca                                    |                                          |                                          |                                          |                                          |                                          |                                          |                                          |                                          |
| 4  | 8 de enero  | Nazca                                    | Arequipa                                 |                                          |                                          |                                          |                                          |                                          |                                          |                                          |                                          |
| 5  | 9 de enero  | Arequipa                                 | Arica                                    |                                          |                                          |                                          |                                          |                                          |                                          |                                          |                                          |
| 6  | 10 de enero | Arica                                    | Calama                                   |                                          |                                          |                                          |                                          |                                          |                                          |                                          |                                          |
| 7  | 11 de enero | Calama                                   | Salta                                    |                                          |                                          |                                          |                                          |                                          |                                          |                                          |                                          |
| 8  | 12 de enero | Salta                                    | San Miguel de Tucumán                    |                                          |                                          |                                          |                                          |                                          |                                          |                                          |                                          |
|    | 13 de enero | Día de descanso en San Miguel de Tucumán | Día de descanso en San Miguel de Tucumán | Día de descanso en San Miguel de Tucumán | Día de descanso en San Miguel de Tucumán | Día de descanso en San Miguel de Tucumán | Día de descanso en San Miguel de Tucumán | Día de descanso en San Miguel de Tucumán | Día de descanso en San Miguel de Tucumán | Día de descanso en San Miguel de Tucumán | Día de descanso en San Miguel de Tucumán |
| 9  | 14 de enero | San Miguel de Tucumán                    | Córdoba                                  |                                          |                                          |                                          |                                          |                                          |                                          |                                          |                                          |
| 10 | 15 de enero | Córdoba                                  | La Rioja                                 |                                          |                                          |                                          |                                          |                                          |                                          |                                          |                                          |
| 11 | 16 de enero | La Rioja                                 | Fiambalá                                 |                                          |                                          |                                          |                                          |                                          |                                          |                                          |                                          |
| 12 | 17 de enero | Fiambalá                                 | Copiapó                                  |                                          |                                          |                                          |                                          |                                          |                                          |                                          |                                          |
| 13 | 18 de enero | Copiapó                                  | La Serena                                |                                          |                                          |                                          |                                          |                                          |                                          |                                          |                                          |
| 14 | 19 de enero | La Serena                                | Santiago                                 |                                          |                                          |                                          |                                          |                                          |                                          |                                          |                                          |

|  |  |

## Resultados por etapas

### Motos
| Etapa | Ganador de la etapa      | Líder en la general      |
| ----- | ------------------------ | ------------------------ |
| 1     | Francisco López Contardo | Francisco López Contardo |
| 2     | Joan Barreda Bort        | Joan Barreda Bort        |
| 3     | Francisco López Contardo | Cyril Despres            |
| 4     | Joan Barreda Bort        | Olivier Pain             |
| 5     | David Casteu             | Olivier Pain             |
| 6     | Francisco López Contardo | Olivier Pain             |
| 7     | Kurt Caselli             | Olivier Pain             |
| 8     | Joan Barreda Bort        | David Casteu             |
| 9     | Cyril Despres            | Ruben Faria              |
| 10    | Joan Barreda Bort        | Cyril Despres            |
| 11    | Kurt Caselli             | Cyril Despres            |
| 12    | Frans Verhoeven          | Cyril Despres            |
| 13    | Francisco López Contardo | Cyril Despres            |
| 14    | Ruben Faria              | Cyril Despres            |

### Cuadriciclos
| Etapa | Ganador de la etapa      | Líder en la general      |
| ----- | ------------------------ | ------------------------ |
| 1     | Ignacio Flores Seminario | Ignacio Flores Seminario |
| 2     | Marcos Patronelli        | Marcos Patronelli        |
| 3     | Marcos Patronelli        | Marcos Patronelli        |
| 4     | Marcos Patronelli        | Marcos Patronelli        |
| 5     | Marcos Patronelli        | Marcos Patronelli        |
| 6     | Ignacio Casale           | Marcos Patronelli        |
| 7     | Sebastián Palma          | Marcos Patronelli        |
| 8     | Sarel van Biljon         | Marcos Patronelli        |
| 9     | Lukasz Laskawiec         | Marcos Patronelli        |
| 10    | Lukasz Laskawiec         | Marcos Patronelli        |
| 11    | Paul Smith               | Marcos Patronelli        |
| 12    | Sebastian Husseini       | Marcos Patronelli        |
| 13    | Sarel van Biljon         | Marcos Patronelli        |
| 14    | Sarel van Biljon         | Marcos Patronelli        |

### Coches
| Etapa | Ganador de la etapa                    | Líder en la general                    |
| ----- | -------------------------------------- | -------------------------------------- |
| 1     | Carlos Sainz Timo Gottschalk           | Carlos Sainz Timo Gottschalk           |
| 2     | Stéphane Peterhansel Jean Paul Cottret | Stéphane Peterhansel Jean Paul Cottret |
| 3     | Nasser Al-Attiyah Lucas Cruz           | Stéphane Peterhansel Jean Paul Cottret |
| 4     | Nasser Al-Attiyah Lucas Cruz           | Stéphane Peterhansel Jean Paul Cottret |
| 5     | Nani Roma Michel Périn                 | Stéphane Peterhansel Jean Paul Cottret |
| 6     | Nasser Al-Attiyah Lucas Cruz           | Stéphane Peterhansel Jean Paul Cottret |
| 7     | Stéphane Peterhansel Jean Paul Cottret | Stéphane Peterhansel Jean Paul Cottret |
| 8     | Guerlain Chicherit Jean-Pierre Garcin  | Stéphane Peterhansel Jean Paul Cottret |
| 9     | Nani Roma Michel Périn                 | Stéphane Peterhansel Jean Paul Cottret |
| 10    | Orlando Terranova Paulo Fiuza          | Stéphane Peterhansel Jean Paul Cottret |
| 11    | Robby Gordon Kellon Walch              | Stéphane Peterhansel Jean Paul Cottret |
| 12    | Nani Roma Michel Périn                 | Stéphane Peterhansel Jean Paul Cottret |
| 13    | Robby Gordon Kellon Walch              | Stéphane Peterhansel Jean Paul Cottret |
| 14    | Nani Roma Michel Périn                 | Stéphane Peterhansel Jean Paul Cottret |

### Camiones
| Etapa | Ganador de la etapa                            | Líder en la general                              |
| ----- | ---------------------------------------------- | ------------------------------------------------ |
| 1     | Gerard de Rooy Tom Colsoul Darek Rodewald      | Gerard de Rooy Tom Colsoul Darek Rodewald        |
| 2     | Gerard de Rooy Tom Colsoul Darek Rodewald      | Gerard de Rooy Tom Colsoul Darek Rodewald        |
| 3     | Gerard de Rooy Tom Colsoul Darek Rodewald      | Gerard de Rooy Tom Colsoul Darek Rodewald        |
| 4     | Ayrat Mardeev Aydar Belyaev Anton Mirniy       | Gerard de Rooy Tom Colsoul Darek Rodewald        |
| 5     | Hans Stacey Detlef Ruf Bernard der Kinderen    | Gerard de Rooy Tom Colsoul Darek Rodewald        |
| 6     | Gerard de Rooy Tom Colsoul Darek Rodewald      | Gerard de Rooy Tom Colsoul Darek Rodewald        |
| 7     | Gerard de Rooy Tom Colsoul Darek Rodewald      | Gerard de Rooy Tom Colsoul Darek Rodewald        |
| 8     | Etapa no disputada                             | Etapa no disputada                               |
| 9     | Ales Loprais Serge Brunynkens Radim Pustějovký | Eduard Nikolaev Sergey Savostin Vladimir Ribakov |
| 10    | Andrey Karginov Andrey Mokeev Igor Devyatkin   | Eduard Nikolaev Sergey Savostin Vladimir Ribakov |
| 11    | Gerard de Rooy Tom Colsoul Darek Rodewald      | Eduard Nikolaev Sergey Savostin Vladimir Ribakov |
| 12    | Andrey Karginov Andrey Mokeev Igor Devyatkin   | Eduard Nikolaev Sergey Savostin Vladimir Ribakov |
| 13    | Andrey Karginov Andrey Mokeev Igor Devyatkin   | Eduard Nikolaev Sergey Savostin Vladimir Ribakov |
| 14    | Peter Versluis Harry Schuurmans Jurgen Damen   | Eduard Nikolaev Sergey Savostin Vladimir Ribakov |

## Clasificaciones finales
- Diez primeros clasificados en cada una de las cuatro categorías en competencia.

### Motos
| Rank. | Piloto                   | Marca     | Tiempo   | Diferencia |
| ----- | ------------------------ | --------- | -------- | ---------- |
| 1     | Cyril Despres            | KTM       | 43:24:22 | ---        |
| 2     | Ruben Faria              | KTM       | 43:35:05 | + 10:43    |
| 3     | Francisco López Contardo | KTM       | 43:43:10 | + 18:48    |
| 4     | Ivan Jakeš               | KTM       | 43:48:16 | + 23:54    |
| 5     | Joan Pedrero             | KTM       | 44:19:51 | + 55:29    |
| 6     | Olivier Pain             | Yamaha    | 44:30:52 | + 1:06:30  |
| 7     | Hélder Rodrigues         | Honda     | 44:35:44 | + 1:11:22  |
| 8     | Javier Pizzolito         | Honda     | 44:50:29 | + 1:26:07  |
| 9     | Frans Verhoeven          | Yamaha    | 44:50:57 | + 1:26:35  |
| 10    | Paulo Gonçalves          | Husqvarna | 44:52:42 | + 1:28:20  |

### Cuatrimotos
| Rank. | Piloto               | Marca  | Tiempo   | Diferencia |
| ----- | -------------------- | ------ | -------- | ---------- |
| 1     | Marcos Patronelli    | Yamaha | 49:42:42 | ---        |
| 2     | Ignacio Casale       | Yamaha | 51:33:17 | + 1:50:35  |
| 3     | Rafal Sonik          | Yamaha | 52:59:31 | + 3:16:49  |
| 4     | Lucas Bonetto        | Honda  | 54:18:39 | + 3:40:10  |
| 5     | Sebastián Palma      | Can-Am | 54:18:39 | + 4:35:57  |
| 6     | Sebastián Husseini   | Honda  | 55:22:45 | + 5:40:03  |
| 7     | Paul Smith           | Honda  | 55:28:51 | + 5:46:09  |
| 8     | Ignacio Flores       | Yamaha | 55:52:09 | + 6:09:27  |
| 9     | Claudio Clavigliasso | Can-Am | 56:02:23 | + 6:19:41  |
| 10    | Luciano Gagliardi    | Yamaha | 56:12:18 | + 6:29:36  |

### Coches
| Rank. | Piloto               | Copiloto            | Marca      | Tiempo   | Diferencia |
| ----- | -------------------- | ------------------- | ---------- | -------- | ---------- |
| 1     | Stéphane Peterhansel | Jean-Paul Cottret   | MINI       | 38:32:39 | -----      |
| 2     | Giniel de Villiers   | Dirk von Zitzewitz  | Toyota     | 39:15:01 | + 42:22    |
| 3     | Leonid Novitskiy     | Konstantin Zhiltsov | MINI       | 40:01:01 | + 1:28:22  |
| 4     | Nani Roma            | Michel Périn        | MINI       | 40:09:22 | + 1:36:43  |
| 5     | Orlando Terranova    | Paulo Fiuza         | BMW        | 40:21:49 | + 1:49:10  |
| 6     | Carlos Sousa         | Miguel Ramalho      | Great Wall | 41:10:55 | + 2:38:16  |
| 7     | Ronan Chabot         | Gilles Pillot       | SMG buggy  | 41:50:44 | + 3:18:05  |
| 8     | Guerlain Chicherit   | Jean-Pierre Garcin  | SMG buggy  | 42:00:23 | + 3:27:44  |
| 9     | Pascal Thomasse      | Pascal Larroque     | MD         | 43:08:11 | + 4:35:32  |
| 10    | Lucio Álvarez        | Bernardo Graue      | Toyota     | 43:18:27 | + 4:45:48  |

### Camiones
| Rank. | Piloto              | Copilotos                         | Marca | Tiempo   | Diferencia |
| ----- | ------------------- | --------------------------------- | ----- | -------- | ---------- |
| 1     | Eduard Nikolaev     | Sergey Savostin Vladimir Rybakov  | Kamaz | 39:41:43 | -----      |
| 2     | Ayrat Mardeev       | Aydar Belyaev Anton Mirniy        | Kamaz | 40:18:53 | + 37:10    |
| 3     | Andrey Karginov     | Andrey Mokeev Igor Devyatkin      | Kamaz | 40:19:40 | + 37:57    |
| 4     | Gérard de Rooy      | Tom Colsoul Darek Rodewald        | Iveco | 40:22:59 | + 41:16    |
| 5     | Martin Kolomy       | René Kilian David Kilian          | Tatra | 40:43:30 | + 1:01:47  |
| 6     | Aleš Loprais        | Serge Bruynkens Radim Pustějovský | Tatra | 40:57:53 | + 1:16:10  |
| 7     | Peter Versluis      | Harry Schuurmans Jurgen Damen     | MAN   | 42:13:52 | + 2:32:09  |
| 8     | Marcel van Vliet    | Artur Klein Marcel Pronk          | MAN   | 43:03:46 | + 3:22:13  |
| 9     | René Kuipers        | Peter van Eerd Moi Torrallardona  | Iveco | 43:35:33 | + 3:53:50  |
| 10    | Peter van den Bosch | Patrick Bouw Wouter Rosegaar      | DAF   | 44:05:35 | + 4:23:52  |